# 山道文化
山道文化公司（英語：Hillway Culture），是香港一間綜合性文化機構，成立於2016年，結束於2023年。主要業務為代理發行香港書籍及文創產品，並經營「山道出版社」（英語：Hillway Press），自家出版和製作書籍。初期以販售、出版書籍為主，2022年起旗下事業延伸至網路媒體，推出晚報及專題報道。

## 事件

### 被投訴涉違國安法
2021年，山道文化首度參與香港書展，該書展是《港區國安法》實施後的第一個書展，貿發局指參展商應知道國安法界線，大會不會預先審查書籍，不認為書展內不再有政治書籍出售。檔位分為兩部分，一部分出售政治類書籍，另一部分出售非政治類書籍，即一般小說、漫畫等，山道負責人坦言害怕被禁止售賣政治類書籍。香港政研會主席鄧德成到訪後指山道文化刊物內容涉煽動性質、疑違國安法，並致電國安處投訴。

### 支援烏克蘭
2022年俄羅斯入侵烏克蘭，山道文化出版烏克蘭照片集，扣除成本後收益會全數捐贈烏克蘭政府或國際認可人道組織，以資助烏克蘭的人道主義救援。

### 結業
2023年12月8日山道文化於社交媒體上宣佈，由於其中一名創辦人Sam將移居海外，基於現實營運的考慮決定在同年12月31日結業。山道文化方面強調與政治壓力無關，同時指山道出版的多本書籍將於明年起停止發行。

## 資料來源
1. ↑  . 獨立媒體 inmediahk.net. 2021-07-14  [2022-03-30]. （原始内容存档于2022-05-31）.
2. ↑  . 明報. 2021-07-15  [2022-03-30]. （原始内容存档于2022-04-03）.
3. ↑  . 明報. 2022-03-01  [2022-03-30]. （原始内容存档于2022-03-29）.
4. ↑  . 明報. 2022-12-08  [2023-12-08]. （原始内容存档于2023-12-08）.
5. ↑  陶嘉心. . 香港01. 2023-12-08  [2024-01-04]. （原始内容存档于2024-01-18） （中文）.

## 外部連結
- 山道文化的Facebook專頁
- 山道文化的Instagram帳戶